# Javier Alonso Fraile
Javier Alonso Fraile (Madrid, 26 de setembre de 1969) és un exfutbolista madrileny, que ocupava la posició de migcampista. Va ser internacional espanyol en categories inferiors.

## Trajectòria
Sorgeix del planter del Reial Madrid. Passa pels diferents equips de l'entitat blanca fins a pujar al Reial Madrid B el 1991, en el qual disputa temporada i mitja a Segona Divisió. A mitjans de la temporada 92/93 és cedit al Real Burgos, amb qui debuta a la màxima categoria, en la qual disputa quatre partits amb els castellans.
Sense continuïtat a l'equip del Santiago Bernabéu, fitxa pel CD Leganés. Amb els pepineros milita entre 1993 i 1995 a la categoria d'argent.